# C'est dans l'air
C'est dans l'air è un singolo della cantante francese Mylène Farmer, il quarto estratto dal settimo album in studio Point de suture; venne pubblicato il 27 aprile 2009.

## Video musicale
Il videoclip, diretto da Alain Escalle, mostra la Farmer cantare e ballare in una maniera abbastanza statica mentre alcuni scheletri attuano una coreografia alle sue spalle. Alle immagini della cantante vengono alternate altre immagini che mostrano le distruzioni nella storia della vita umana.

## Tracce
CD singolo
1. C'est dans l'air (Single Version) – 4:33
2. C'est dans l'air (Instrumental Version) – 4:33

Maxi CD (parte 1)
1. C'est dans l'air (Single Version) – 4:33
2. C'est dans l'air (Greg B. Dance Mix) – 5:10
3. C'est dans l'air (House Club Mix) – 6:30
4. C'est dans l'air (Fat Phaze Remix) – 6:10

Maxi CD (parte 2)
1. C'est dans l'air (Extended Club Mix) – 5:30
2. C'est dans l'air (Greg B. Remix) – 6:00
3. C'est dans l'air (Wize Remix) – 6:30
4. C'est dans l'air (Extended Instrumental) – 5:30

33 giri
1. C'est dans l'air (Extended Club Mix) – 5:30
2. C'est dans l'air (Greg B. Remix) – 6:00
3. C'est dans l'air (Greg B. Dance Mix) – 5:10
4. C'est dans l'air (House Club Remix) – 6:30

CD promozionale
1. C'est dans l'air (Radio Edit) – 3:35

## Versione dal vivo
Una versione dal vivo della canzone, estratta dal quinto album dal vivo N°5 on Tour, venne pubblicata in via promozionale nelle radio il 30 novembre 2009.

### Tracce
CD promozionale, download digitale promozionale
1. C'est dans l'air (Live Radio Edit) – 3:49
2. C'est dans l'air (Tiësto Remix Radio Edit) – 4:18

Maxi CD promozionale
1. C'est dans l'air (Tiësto Remix) – 9:51
2. C'est dans l'air (Live Version) – 9:08
3. C'est dans l'air (Extended Club Mix) – 5:30
4. C'est dans l'air (Greg B Dance Mix) – 5:10
5. C'est dans l'air (Greg B Remix) – 6:00
6. C'est dans l'air (House Club Remix) – 6:30